# António Cálem

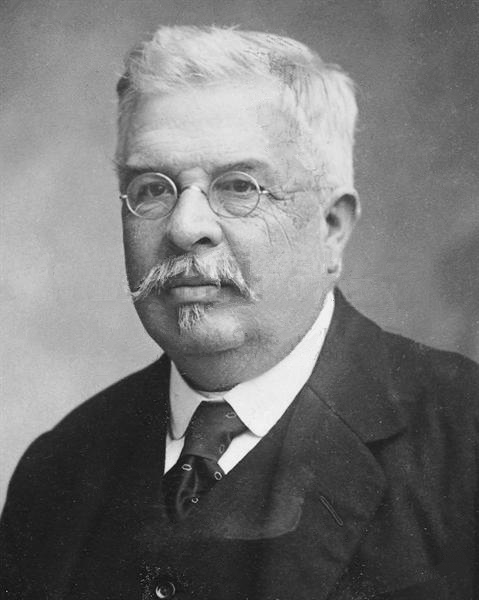
António Cálem

António Alves Cálem Júnior (* 7. November 1860 in Porto; † 16. August 1932) war ein portugiesischer Kaufmann. 
Cálem war Inhaber der 1859 von seinem Vater gegründeten Portweinkellerei Cálem. Von 1901 bis 1903 war er Präsident der Associação Industrial Portuense.
Ein Jahr nach seinem Tod wurde in seiner Geburtsstadt der Largo de António Cálem nach ihm benannt.
| Personendaten    | Personendaten               |
| ---------------- | --------------------------- |
| NAME             | Cálem, António              |
| ALTERNATIVNAMEN  | Cálem, António Alves Júnior |
| KURZBESCHREIBUNG | portugiesischer Kaufmann    |
| GEBURTSDATUM     | 7. November 1860            |
| GEBURTSORT       | Porto                       |
| STERBEDATUM      | 16. August 1932             |